# Byron (Californie)
Pour les articles homonymes, voir Byron.
Byron est une census-designated place (CDP) située dans le comté de Contra Costa, en Californie.

## Démographie
| 2000  | 2010  | - | - | - | - |
| ----- | ----- | - | - | - | - |
| 1 156 | 1 277 | - | - | - | - |